# Ghjuvan Ghjacumu Albertini
Ghjuvan Ghjacumu Albertini (1932) és un poeta i escriptor en cors.
Ha escrit algunes poesies a les revistes U Muntese (1960) i Arritti (1978), així com alguns reculls de contes i alguns films en cors per a súper 8. També va fer dos discos amb cançons en cors el 1990 amb el grup Caramusa.
De l'1 a l'11 d'agost de 1973 va promoure unes jornades multidisciplinàries en cors, animat per Pascal Marchetti, per demostrar la capacitat de l'idioma per fer classes de nivell universitari.

## Obres
- Rinforzu, dos volums (1975)
- E Capacce (novel·la), al recull col·lectiu Misteri da impennà (1989)
- Levantina (novel·la), a Ci sò (1994)